# Mustafa Ali
Adeel Alam (Bolingbrook, 28 de março de 1986) é um lutador de luta livre profissional americano de ascendência paquistanesa. Atualmente luta pela TNA.

## Carreira na luta profissional

### Circuito independente (2003–2016)
Alam trabalhou em várias promoções, incluindo a Dreamwave Wrestling, onde ele foi um Dreamwave Alternative Champion e um Dreamwave Heavyweight Champion. Ele também apareceu em outras promoções, incluindo All American Wrestling, Freelance Wrestling, GALLI Lucha Libre, IWA Mid-South, Jersey All Pro Wrestling, National Wrestling Alliance e Proving Ground Pro.

### WWE

#### Divisãocruiserweight(2016–2018)
Em 25 de junho de 2016, depois que o lutador brasileiro Zumbi não pôde participar do Cruiserweight Classic devido a problemas de visto, a WWE anunciou que Ali iria substitui-lo. Em 20 de julho, Ali foi eliminado do torneio por Lince Dorado na primeira rodada. Em 17 de agosto, Ali aparece no NXT, onde foi derrotado por Hideo Itami. No episódio de 28 de setembro do NXT, Ali e Lince Dorado entraram no Dusty Rhodes Tag Team Classic, onde eles foram eliminados pelos também competidores do Cruiserweight Classic Kota Ibushi e TJ Perkins na primeira rodada.
Ali fez a sua estreia na divisão Cruiserweight em 13 de dezembro no episódio do 205 Live, lutando contra Lince Dorado em um combate que acabou em dupla contagem. No episódio de 27 de dezembro do 205 Live, Ali derrotou John Yurnet em seu estado natal Chicago, se tornando um mocinho no processo. Em 23 de janeiro de 2017, Ali fez a sua estreia Raw, fazendo equipe com TJ Perkins e Jack Gallagher, derrotando Drew Gulak, Tony Nese e Ariya Daivari. Ali começou uma rivalidade com Drew Gulak em março de 2017, quando Gulak começou sua campanha "no fly zone" (zona anti-voo) no 205 Live, com os dois trocando vitórias no 205 Live. A rivalidade culminou em uma luta 2 out of 3 falls em 18 de julho de 2017, onde Ali venceu. Ao longo do restante de 2017, ele iria entrar em mini-rivalidades com Ariya Daivari e Enzo Amore. Em dezembro de 2017, Ali começou a desenvolver uma amizade com Cedric Alexander.
Ali participou do torneio pelo WWE Cruiserweight Championship, no qual ele derrotou Gentleman Jack Gallagher na primeira rodada, Buddy Murphy na segunda rodada e o ex-rival Drew Gulak na terceira rodada para avançar a final no WrestleMania 34, onde ele foi derrotado por Cedric Alexander.

## Vida pessoal
Alam é a primeira pessoa de descendência paquistanesa a competir na WWE. Em 25 de janeiro de 2017, antes de sua estreia no 205 Live, Alam foi criticado por não exibir uma bandeira paquistanesa e representar seu país por seus fãs paquistaneses. Ele afirmou: "Eu não me importo com a nacionalidade. Eu me importo com a união. Eu não quero ofender ninguém. Este é apenas eu afirmando que eu sinto que a nacionalidade não nos define como pessoas, nos separa." Alam é um muçulmano e foi o tema de um documentário de 2009 focado em questões que os lutadores muçulmanos enfrentam quando exercem o papel de vilão, e são considerados terroristas por seus truques.

## No wrestling
- Movimentos de finalização
  - 054 (Imploding 450° splash)[2]
- Temas de entrada
  - "Put 'Em Up" (Cruiserweight Classic; 20 de julho de 2016)
  - "Go Hard" por CFO$ feat. Maino[9] (WWE; 17 de agosto de 2016 – presente)

## Títulos e prêmios
- Dreamwave
  - Dreamwave Alternative Championship (1 vez)[10]
  - Dreamwave Heavyweight Championship (1 vez)[11]
- Freelance Wrestling
  - FW Championship (1 vez)[12]
- Jersey All Pro Wrestling
  - JAPW Light Heavyweight Championship (1 vez)
- Pro Wrestling Illustrated
  - PWI classificou Harper em #237 dos 500 melhores lutadores individuais na PWI 500 em 2017[13]
- Proving Ground Pro
  - PGP Franchise Championship (1 vez)[14]